# You're the Best Thing About Me
"You're the Best Thing About Me" é uma canção da banda de rock irlandesa U2. É a terceita faixa e primeiro single do álbum Songs of Experience (2017), sendo lançada em 6 de setembro de 2017. Foi produzida por Jacknife Lee, Ryan Tedder, Steve Lillywhite e Brent Kutzle e composta por Bono. Musicalmente a canção originou-se da tentativa de escrever no "espírito Motown", combinando música rítmica com um clima alegre. Tematicamente, a canção era uma homenagem para Ali Hewson, depois que Bono teve um pesadelo de ter destruído seu relacionamento com sua esposa. Uma semana antes do lançamento do single, a banda a regravou enquanto tentava encontrar um arranjo que pudessem tocá-la ao vivo, devolvendo a música um estilo mais orientado e sonoro comparado com seu demo original. 
"You're the Best Thing About Me" esteve presente em 31 paradas musicais diferentes em total de 25 países, alcançando a posição de número 1 na Adult Alternative Songs da Billboard, e no Top 5 de sete tabelas.

## Escrita e gravação
A canção surgiu pela primeira vez em agosto de 2016 como uma colaboração entre o U2 e Kygo, executando a canção tocou durante sua apresentação no Cloud9 Festival. A música foi mencionada em uma edição de abril de 2017 da Mojo, como concorrente potencial para Songs of Experience, embora com o título ligeiramente diferente. O guitarrista The Edge, afirmou que a canção originou-se de uma tentativa de compor uma música inspirada por escritor irlandês, Oscar Wilde, combinando música rítmica com um clima alegre. O vocalista Bono se referiu à canção como "alegria desafiadora", algo que ele e Edge disseram ser mais importante do que nunca, nos "tempos difíceis" em que eles vivem.
A canção segundo o guitarrista, foi uma das várias de Experience para o qual Bono escreveu para seus amigos e familiares depois de sofrer um "grande susto onde ele realmente não tinha certeza se estaria por perto no futuro". Ele a compôs depois de ter sonhado que ele "destruía algo que é mais importante que sua relação" com sua esposa Ali Hewson. Edge descreveu a "You're the Best Thing About Me " como uma canção amorosa, mas com outra camada, levantando o questionamento do "por que quando tudo é perfeito, temos uma tendência a bagunçar tudo?". Antecipando uma reação à música, Bono brincou: "Você está lançando uma música sobre sua namorada quando o mundo está pegando fogo?". O título da canção foi inspirada pelo jornalista irlandês, Eamon Dunphy, na qual disse para Bono em um bar na cidade de Dublin, afirmando que "a melhor coisa dele [Bono], era sua esposa".
A música foi concluída uma semana antes de seu lançamento como single. A versão anterior da faixa musical possuía um arranjo mais elaborado e complicado, com um começo "suave e discreto". Quando a banda começou a debater como organizá-la para tocar nos shwos, The Edge encontrou uma demonstração inicial quando testou várias idéias de arranjos musicais. Depois de ouvi-la, decidiram reverter para o arranjo original, obtendo um efeito sonoro mais fiel da guitarra, bateria e baixo, o que o guitarrista chamava de "as cores primárias do U2". Como resultado da mudança musical, a letra "veio à vida", possuindo um contrapeso, já que acreditava-se que a versão anterior era liricamente muito reflexiva quando tocado mais suavemente, trabalhando "arduamente" na nova versão musical por dois dias para cumprir o prazo final de lançá-la como material promocional.

## Lançamento e promoção

Capa promocional do remix elaborado pelo DJ norueguês, Kygo.

Em 29 de agosto de 2017, a banda confirmou o lançamento de "You're the Best Thing About Me", sendo lançado no início de setembro. Em 30 de agosto, foi lançado em seu site oficial a canção "The Blackout", em uma performance do grupo acontecido no fim de julho de 2017, durante a turnê The Joshua Tree Tour 2017, na cidade de Amesterdão, Países Baixos. A garota da capa do single é Sian Evans, filha do guitarrista The Edge, sendo fotografada por Anton Corbijn – mesmo autor das capas dos álbuns Boy (1980) e The Best of 1980-1990 (1998) – assemelhando-se com o stahlhelm (capacete de aço) de Peter Rowan (último álbum citado anteriormente) com o stahlhelm de Sian. A canção também foi lançada no EP Stargazing (2017), do DJ norueguês Kygo.
Adam Clayton concedeu uma entrevista com apresentador Otaviano Costa no programa brasileiro, No Ar,  que teve acesso ao áudio da canção previamente ao seu lançamento. Na entrevista, Adam afirmou que a canção é sobre "Bono falando do longo relacionamento com a [esposa] Ali Hewson, mas ao mesmo tempo tem uma universalidade, porque fala da banda, do nosso público [...] Então, é multifacetada, tem o som universal que sempre nos atraiu". Explicou que o título faz referência a uma brincadeira que um jornalista da Irlanda costumava fazer com Bono, dizendo que a esposa dele, Ali, era a "melhor coisa relacionada" ao vocalista.
Como forma para divulgar sua nova canção e o lançamento de seu décimo quarto álbum de estúdio, a banda se apresentará no programa The Tonight Show Starring Jimmy Fallon em 7 de setembro de 2017, da mesma forma que divulgou "Invisible" (2014) na estreia do programa, em fevereiro de 2014.

## Vídeo da música

Vídeo musical da banda no ônibus de turismo, na cidade de Nova York.

Um lyric video produzido pelo diretor Jonas Åkerlund, sendo lançado em 27 de setembro juntamente com a plataforma da Vevo, visto por aproximadamente seis milhões de visualizações. O vídeo musical foi gravado no Ray's Pizza e, em um ônibus panorâmico, na cidade de Nova York, obtendo quase oito milhões de visualizações. A banda alega que o vídeo é "um tributo visual em homenagem a cidade de Nova York, com uma serenata aos icônicos símbolos da compaixão e liberdade da cidade".
O vídeo também remete ao passado dos integrantes, na época em que eles eram jovens e fizeram seu primeiro show nos Estados Unidos. Em dezembro de 1980, "começou um caso de amor com a cidade, que perdurou por quase 40 anos [...] Eu levanto a minha lâmpada ao lado da porta de ouro...", afirma o site oficial.

## Recepção da crítica
Elias Leight, da revista Rolling Stone, afirmou que a canção é uma "inesperada surpresa a respeito de uma insatisfação romântica", ressaltando algumas características da canção, afirmando: "Na bateria, Larry Mullen Jr mantém a batida com um padrão firme e balbuciante. The Edge traz o coro com belos fragmentos melódicos na sua guitarra. O grande backing vocal ecoam nas letras de Bono, mostrando o seu próprio falsete durante uma ponte de deslizamento. Sam Jones, da Billboard afirmou que a canção abre com o "clássico riff arranhado da guitarra de The Edge, junto ao vocal de Bono".
Olaf Tyaransen, da Hot Press, em sua avaliação sobre a canção, alegou que "é a primeira de duas músicas que são escritas com uma impressionante franqueza sobre a esposa de Bono, Ali Hewson. O primeiro single do álbum foi aparentemente inspirado por um comentário sobre o biografia de Eamon Dunphy em relação ao vocalista: "A melhor coisa de Bono, é Ali".  Mark Kavanagh, da revista Buzz, afirmou que a canção "recebeu um refrão adequadamente longo e contagiante". Lucas Fagen, da revista Spin, disse que a canção "possui cordas astutamente integradas que fornecem um contraponto, soando como uma canção de 'rock arena'".

## Lista de faixas
- Download digital

1. "You're the Best Thing About Me" –  3:45
2. "You're the Best Thing About Me" (Sci-Fi Soul Mix) – 3:59
3. "You're the Best Thing About Me" (Acoustic Version) – 3:47

- Remix

1. "You're the Best Thing About Me" (U2 vs. Kygo) – 4:18

## Gráficos e certificações
| País/Parada (2017)                       | Melhor posição |
| ---------------------------------------- | -------------- |
| Argentina (Monitor Latino Top 20 Anglo)  | 4              |
| Austrália (ARIA)                         | 83             |
| Bélgica (Ultratop 50 Flandres)           | 29             |
| Bélgica (Ultratop 40 Valônia)            | 45             |
| Canadá (Digital Songs Sales)             | 41             |
| Escócia (Scottish Singles Charts)        | 29             |
| Eslovênia (SloTop 50)                    | 40             |
| Eslováquia (Rádio Top 100)               | 82             |
| Espanha (PROMUSICAE)                     | 8              |
| Estados Unidos (Adult Alternative Songs) | 1              |
| Estados Unidos (Alternative Songs)       | 21             |
| Estados Unidos (Digital Songs Sales)     | 41             |
| Estados Unidos (Hot Rock Songs)          | 5              |
| Estados Unidos (Rock Songs)              | 5              |
| Estados Unidos (Rock Airplay)            | 16             |
| Estados Unidos (Rock Digital Song Sales) | 5              |
| Finlândia (Suomen virallinen lista)      | 25             |
| França (SNEP)                            | 24             |
| Hungria (MAHASZ)                         | 13             |
| Islândia (RÚV)                           | 8              |
| Irlanda (IRMA)                           | 93             |
| Itália (FIMI)                            | 96             |
| Luxemburgo (Digital Songs)               | 3              |
| Nova Zelândia (Recorded Music NZ)        | 5              |
| Polónia (ZPAV)                           | 28             |
| Portugal (AFP)                           | 63             |
| Reino Unido (UK Singles Chart)           | 92             |
| Chéquia (Radio Top 100)                  | 95             |
| Suécia (Sverigetopplistan)               | 94             |
| Suíça (Schweizer Hitparade)              | 48             |
| Uruguai (Monitor Latino Top 20)          | 9              |

| Itália (FIMI)                                                              | Ouro | 25.000+ |
| +Número de vendas + números de streaming, baseados somente na certificação |      |         |

## Pessoal
| U2 - Bono – vocal - The Edge – guitarra, backing vocal - Adam Clayton – baixo - Larry Mullen Jr. – bateria, percussão Pessoal adicional - Jacknife Lee – teclados Técnica - Jacknife Lee – produtor, programação, engenharia - Steve Lillywhite – produtor, mixagem - Ryan Tedder – produtor, programação - Brent Kutzle – programação - Davide Rossi – cordas | - Rich Rich – engenharia - Tyler Spry – engenharia - Matty Green – engenharia - Matt Bishop – engenharia - Duncan Stewart – engenharia de gravação - Richard Rainey – engenharia de gravação - Greg Clooney – engenharia de gravação - Christopher Henry – engenharia de gravação - Alan Kelly – engenharia de gravação - Gosha Usov – engenharia de gravação - Barry McCready – assistencia de engenharia de gravação - Kelana Halim – mixagem - Tom Elmhirst – mixagem - Brandon Bost – assistente de mixagem - Scott Sedillo – masterização |